# Österreichische Fußball-Frauenmeisterschaft 1991/92
Die österreichische Fußball-Frauenmeisterschaft wurde 1991/92 zum 20. Mal nach der 35-jährigen Pause zwischen 1938 und 1972 ausgetragen. Die höchste Spielklasse ist die Frauen-Bundesliga und wurde vom Österreichischen Fußballbund zum 10. Mal durchgeführt. Die zweithöchste Spielklasse, in dieser Saison die 13. Auflage, war die Frauenliga Ost, die zum 10. Mal vom Wiener Fußball-Verband veranstaltet wurde.
Österreichischer Fußballmeister wurde zum dritten Mal Union Kleinmünchen. Der Meister der zweithöchsten Spielklasse wurde in der Frauenliga Ost Austria XIII.

## Erste Leistungsstufe – Frauen-Bundesliga

### Modus
Jeder spielte gegen jeden zweimal in insgesamt 18 Runden. Ein Sieg wurde mit zwei Punkten belohnt, ein Unentschieden mit einem Zähler.

### Saisonverlauf
Die Liga setzte sich wie im Vorjahr aus zehn Teams zusammen. Neu in der Liga waren die SV Janecka Wienerfeld, die durch eine Kooperation beider Vereine entstanden ist, sowie nach einem Jahr Pause der DFC Heidenreichstein.

### Abschlusstabelle
Die Meisterschaft endete mit folgendem Ergebnis:
| Pl.                                                | Verein                     | Sp. | S  | U | N  | Tore    | Diff. | Punkte |
| -------------------------------------------------- | -------------------------- | --- | -- | - | -- | ------- | ----- | ------ |
| 1.                                                 | Union Kleinmünchen (M) (C) | 18  | 14 | 3 | 1  | 094:190 | +75   | 31     |
| 2.                                                 | USC Landhaus               | 18  | 14 | 3 | 1  | 070:190 | +51   | 31     |
| 3.                                                 | SC Brunn am Gebirge B1     | 18  | 11 | 3 | 4  | 044:220 | +22   | 25     |
| 4.                                                 | First Vienna FC 1894       | 18  | 10 | 4 | 4  | 034:270 | +7    | 24     |
| 5.                                                 | 1. DFC Leoben              | 18  | 9  | 1 | 8  | 053:400 | +13   | 19     |
| 6.                                                 | DFC Ostbahn XI             | 18  | 6  | 4 | 8  | 039:400 | −1    | 16     |
| 7.                                                 | ASV Vösendorf              | 18  | 5  | 4 | 9  | 035:480 | −13   | 14     |
| 8.                                                 | DFC Heidenreichstein (N)   | 18  | 5  | 3 | 10 | 025:320 | −7    | 13     |
| 9.                                                 | SC Neunkirchen             | 18  | 1  | 3 | 14 | 018:660 | −48   | 05     |
| 10.                                                | SV Janecka Wienerfeld B2   | 18  | 1  | 0 | 17 | 013:112 | −99   | 02     |
| Stand: Endstand. Quelle: NOeFV, Union Kleinmünchen |                            |     |    |   |    |         |       |        |

| (M) | Österreichischer Fußball-Frauenmeister 1990/91 |
| (C) | ÖFB-Ladies-Cup-Sieger 1990/91                  |
| (N) | Neuaufsteiger der Saison 1990/91               |

Aufsteiger
- Frauenliga Ost: keiner

## Zweite Leistungsstufe – Frauenliga Ost

### Modus
Jeder spielte gegen jeden zweimal in insgesamt acht Runden. Ein Sieg wurde mit zwei Punkten belohnt, ein Unentschieden mit einem Zähler.

### Saisonverlauf
Die Liga setzte sich gegenüber dem Vorjahr, in dem sechs Vereine teilnahmen, aus fünf Klubs zusammen. Anstelle vom Aufsteiger DFC Heidenreichstein und dem DFC Laimbach spielte heuer der ATSV Deutsch-Wagram mit. Meister wurde in dieser Saison die Austria XIII, die jedoch nicht berechtigt sind nächste Saison in der höchsten Spielklasse zu spielen.

### Abschlusstabelle
Die Meisterschaft endete mit folgendem Ergebnis:
| Pl.                            | Verein                  | Sp. | S | U | N | Tore    | Diff. | Punkte |
| ------------------------------ | ----------------------- | --- | - | - | - | ------- | ----- | ------ |
| 1.                             | Austria XIII            | 8   | 8 | 0 | 0 | 036:600 | +30   | 16     |
| 2.                             | DFC Obersdorf           | 8   | 4 | 0 | 4 | 019:150 | +4    | 08     |
| 3.                             | USC Landhaus II         | 8   | 3 | 1 | 4 | 013:200 | −7    | 07     |
| 4.                             | ATSV Deutsch-Wagram (N) | 8   | 2 | 1 | 5 | 012:210 | −9    | 05     |
| 5.                             | DFC Ostbahn XI II       | 8   | 2 | 0 | 6 | 012:300 | −18   | 04     |
| Stand: Endstand. Quelle: NOeFV |                         |     |   |   |   |         |       |        |

| (N) | Neueinsteiger der Saison 1990/91 |

Aufsteiger
- Niederösterreich: keiner
- Wien: Prater SV

## Meisterschaften in den Bundesländern

### Damenliga Oberösterreich

#### Modus
Die Liga bestand aus sechs Vereinen, die in 3 Durchgängen, eine Hin- und eine Rückrunde und nochmals eine Hinrunde, gegeneinander spielten. So wurden in 15 Runden der Meister der Oberösterreichischen Damenliga ermittelt.

#### Saisonverlauf
Die Liga setzte sich gegenüber dem Vorjahr, in dem sieben Vereine teilnahmen, aus sechs Klubs zusammen, denn die SK Eintracht Wels und Union Engelhartszell waren nicht dabei, stattdessen spielte erstmals SV Chemie Linz mit. Meister wurde in dieser Saison Union St. Roman, die jedoch nicht berechtigt ist nächste Saison in der höchsten Spielklasse zu spielen. Union St. Roman und SV Gramastetten lösten ihre Damenmannschaft am Saisonende auf.

#### Abschlusstabelle
Die Meisterschaft endete mit folgendem Ergebnis:
| Pl.                          | Verein                | Sp. | S  | U | N  | Tore    | Diff. | Punkte |
| ---------------------------- | --------------------- | --- | -- | - | -- | ------- | ----- | ------ |
| 01.                          | Union St. Roman       | 15  | 13 | 0 | 02 | 86:90   | +77   | 26     |
| 2.                           | Union Kleinmünchen II | 15  | 11 | 1 | 3  | 057:130 | +44   | 23     |
| 3.                           | Union St. Agatha      | 15  | 7  | 3 | 5  | 050:310 | +19   | 17     |
| 4.                           | ATSV Sattledt         | 15  | 7  | 1 | 7  | 039:290 | +10   | 15     |
| 5.                           | SV Gramastetten       | 15  | 3  | 0 | 12 | 016:650 | −49   | 06     |
| 6.                           | SV Chemie Linz (N)    | 15  | 1  | 1 | 13 | 012:113 | −101  | 03     |
| Stand: Endstand. Quelle: OFV |                       |     |    |   |    |         |       |        |

| (N) | Neueinsteiger der Saison 1990/91 |

Aufsteiger
- SV Hellmonsödt
- FC Münzkirchen